# موردستان (داراب)
موردستان، روستایی در دهستان کوهستان بخش رستاق شهرستان داراب در استان فارس ایران است.

## جمعیت
بر پایه سرشماری عمومی نفوس و مسکن در سال ۱۳۹۵، جمعیت این روستا برابر با ۳۵ نفر (۱۰ خانوار) بوده است.